# Баху
Баху (рум. Bahu) — село в Каларашском районе Молдавии. Наряду с селом Сэсень входит в состав коммуны Сэсень.

## География
Село расположено на высоте 74 метров над уровнем моря.

## Население
По данным переписи населения 2004 года, в селе Баху проживает 557 человек (283 мужчины, 274 женщины).
Этнический состав села:
| Национальность | Число жителей | Процентный состав |
| -------------- | ------------- | ----------------- |
| молдаване      | 481           | 86.36             |
| румыны         | 68            | 12.21             |
| русские        | 4             | 0.72              |
| украинцы       | 3             | 0.54              |
| прочие         | 1             | 0.18              |
| Всего          | 557           | 100%              |